# Eslemez, Gümüşhacıköy
Eslemez là một xã thuộc huyện Gümüşhacıköy, tỉnh Amasya, Thổ Nhĩ Kỳ. Dân số thời điểm năm 2010 là 129 người.